# ヴィネッサ・ショウ
ヴィネッサ・ショウ（Vinessa Shaw, 1976年7月19日 - ）は、アメリカ・カリフォルニア州ロサンゼルス出身の女優、モデル。

## 来歴
母親は女優のスーザン・ダマンテ。妹のナタリー・ショウも女優。
名のVinessaは、祖父のヴィンセントにちなんで付けられた。
1981年のホラー映画『血の週末・暴獣のいけにえ』で映画デビュー。10歳の時には、UCLAの卒業制作作品『My Day at Camp』にも出演。
1991年のテレビ映画『ロング・ロード/遥かなる旅路』で本格的な女優活動を開始。1992年の『恋のレディ＆レディ？』のキンバリー役で初主演を飾り、ティーン・モデルとしても活動。1999年の『アイズ ワイド シャット』の娼婦ドミノ役で注目を集める。近年の代表作に、『サランドラ』のリメイクである『ヒルズ・ハブ・アイズ』、『決断の3時10分』のリメイクである『3時10分、決断のとき』、ジェームズ・グレイ監督作品の『トゥー・ラバーズ』がある。

## フィルモグラフィ
| 製作年 | 邦題 原題                                      | 役名                         | 備考                                   |
| ------ | ---------------------------------------------- | ---------------------------- | -------------------------------------- |
| 1981   | 血の週末・暴獣のいけにえ Home Sweet Home       |                              | 映画デビュー作                         |
| 1991   | ロング・ロード/遥かなる旅路 Long Road Home     | クララ・ターピン             | テレビ映画                             |
| 1992   | 恋のレディ＆レディ？ Ladybugs                  | キンバリー                   | 初主演                                 |
| 1993   | ホーカス ポーカス Hocus Pocus                  | アリソン                     |                                        |
| 1998   | GO! GO! L.A. L.A. Without a Map                | バーバラ                     |                                        |
| 1999   | アイズ ワイド シャット Eyes Wide Shut          | ドミノ                       |                                        |
| 2000   | 悪魔の呼ぶ海へ The Weight of Water             | アネット                     |                                        |
| 2001   | コーキー・ロマーノ FBI潜入捜査官? Corky Romano | ケイト・ルッソ捜査官         |                                        |
| 2002   | 恋する40DAYS 40 Days and 40 Nights             | ニコール                     |                                        |
| 2004   | メリンダとメリンダ Melinda and Melinda         | ステイシー                   |                                        |
| 2006   | ヒルズ・ハブ・アイズ The Hills Have Eyes       | リン・カーター・ブコウスキー |                                        |
| 2007   | 3時10分、決断のとき 3:10 to Yuma               | エマ・ネルソン               |                                        |
| 2008   | トゥー・ラバーズ Two Lovers                    | サンドラ・コーエン           |                                        |
| 2008   | サブウェイNY Stag Night                        | ブリタ                       |                                        |
| 2011   | パンクチュア 合衆国の陰謀 Puncture             | ヴィッキー・ロジャース       |                                        |
| 2012   | だれもがクジラを愛してる。 Big Miracle         | ケリー・マイヤーズ           |                                        |
| 2012   | ザ・チャイルド Come Out and Play               | ベス                         | 1976年製作『ザ・チャイルド』のリメイク |
| 2013   | サイド・エフェクト Side Effects                | ディアドラ・バンクス         |                                        |
| 2014   | コールド・バレット 凍てついた七月 Cold in July | アン・デイン                 |                                        |
| 2017   | クリニカル Clinical                            | ジェーン・マティス博士       |                                        |
| 2018   | ファミリー・ブラッド Family Blood              | エリー                       |                                        |